# Тихон (Баляев)
Архимандри́т Ти́хон (в миру Сергей Георгиевич Баляев; 1895, Симбирск — 11 июля 1952, Харьков) — архимандрит Русской православной церкви, принадлежал к «непоминающим», в 1929—1930 — наместник Данилова монастыря. Последние годы провёл в затворе.

## Биография
Родился в 1895 году в городе Симбирске в семье священника, который служил в храме святого Иоанна Златоуста. В семье, кроме Сергея, было ещё шестеро детей.
Отец умер, когда Сергею было 10 лет. Смерть отца произвела на него тяжелейшее впечатление, и хотя он по-прежнему любил своих сестёр и братьев, но характер стал более замкнутым.
В 1914 году окончил Симбирскую духовную семинарию и поступил в Московскую духовную академию, которую окончил в 1918 году.
Работал домашним учителем, переписчиком-машинистом военкомата в Ачинске, делопроизводителем Отделения снабжения Енисейского округа в Ачинске. Несколько месяцев был помощником секретаря Нарсуда 26 участка города Ачинска.
В 1923 году переехал в Ульяновск, где в течение года работал делопроизводителем УОНО.
С 1925 года — послушник Московского Данилова монастыря.
В 1928 году был рукоположён в иеродиакона, в 1929 году — в иеромонаха.
После ареста наместника архимандрита Стефана (Сафонова) осенью 1929 года иеромонах Тихон был выбран братией на должность наместника Данилова монастыря.
Настоятель архиепископ Феодор (Поздеевский) в то время находился в ссылке, вероятно, в Орске Оренбургской губернии, однако руководил жизнью братии через своих наместников. Для утверждения в должности наместника иеромонах Тихон поехал к нему в ссылку, где архиепископ Феодор и возвёл 34-летнего иеромонаха Тихона в сан архимандрита.
Архимандрит Тихон отличался аскетизмом, стремился строго следовать святоотеческому учению. Он имел художественное дарование, был скульптором. В музее Данилова монастыря хранится несколько его работ.
7 октября  1930 года, во время всенощной накануне празднования преподобному Сергию Радонежскому, архимандрит Тихон возглавил перенесение мощей благоверного князя Даниила из храма Святых Отцов Семи Вселенских Соборов в приходскую церковь Воскресения Словущего.  У даниловской общины были отобраны ключи от последнего действующего монастырского храма. Вскоре архимандрита Тихона арестовали. После трёхнедельного тюремного заключения он был сослан в Уфу, где жил в землянке.
Перед Великой Отечественной войной проживал в Верее под Москвой. В 1937 году власти, видимо, не смогли его найти, хотя знали о его связях с даниловской братией и архиепископом Феодором, осуждёнными по делу об «Иноческом братстве князя Даниила».
В начале войны вместе с архимандритом Данилова монастыря и своим соучеником по Московской духовной академии архимандритом Серафимом (Климковым) архимандрит Тихон поехал на его родину, во Львов, и до окончания войны оставался на Западной Украине.
В 1945 году вернулся в Россию и поступил в Глинскую пустынь.
Из Глинской пустыни архимандрит Тихон должен был уехать по болезни ног. Его пригласили на жительство монахини из Харькова, посещавшие Глинскую пустынь. В Харькове поселился во флигеле на Холодной Горе при женской монашеской общине, где провёл в полузатворе последние годы своей жизни. Те, кто знал его в эти годы, почитали его как истинного подвижника и молитвенника.
Скончался 11 июля 1952 года. Похоронен в Харькове на кладбище Залютино. За его могилой ухаживает сестричество при церкви в честь иконы Божией Матери Озерянской, что на Холодной горе.